# Melania Sinoracka

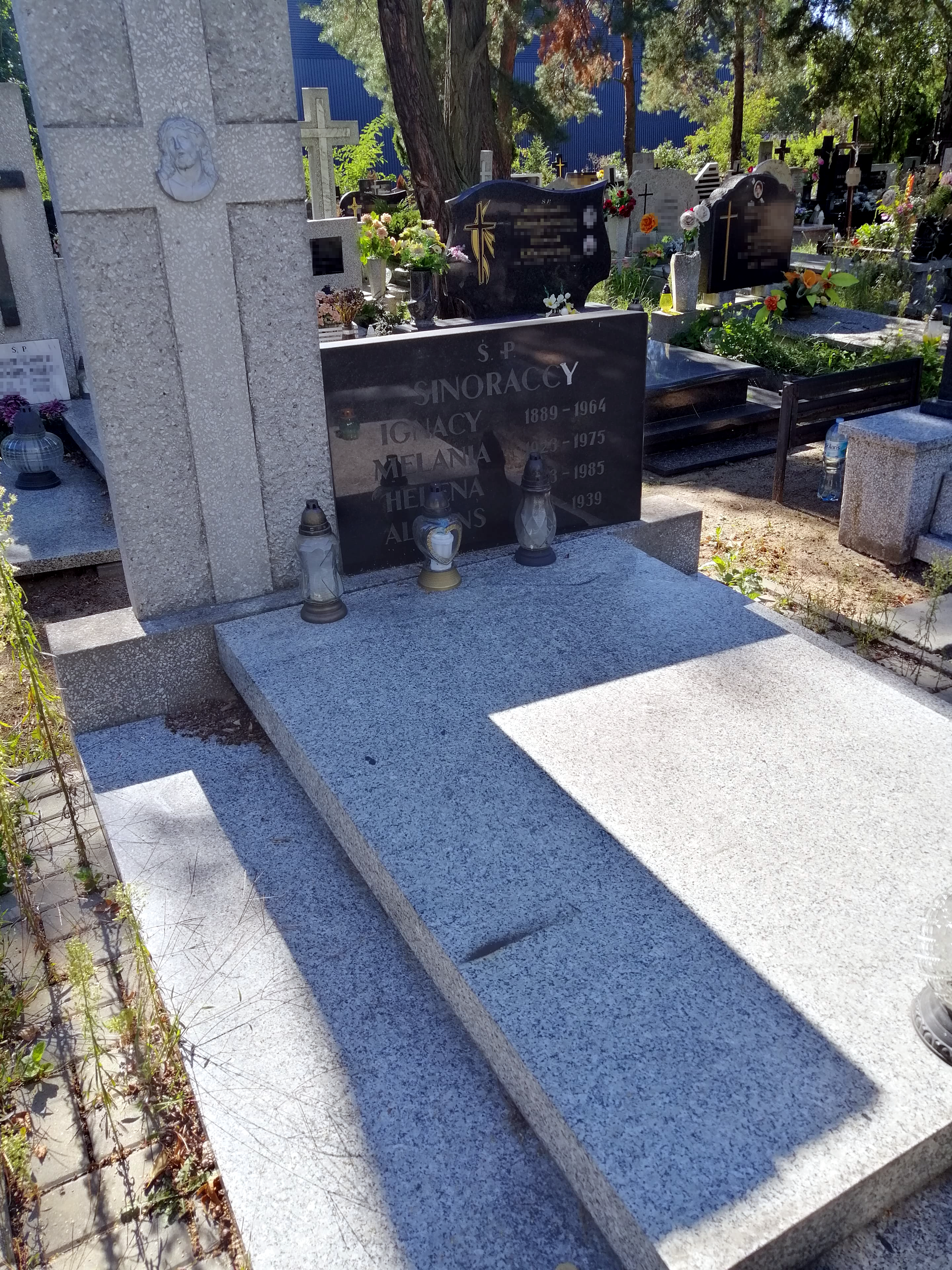
Grób Melanii Sinorackiej

Melania Maria Sinoracka (ur. 13 czerwca 1923 w Podgórzu (obecnie dzielnica Torunia), zm. 28 lutego 1975 w Toruniu) – polska lekkoatletka, specjalizująca się w rzucie oszczepem i pchnięciu kulą, a także siatkarka; zawodniczka Pomorzanina Toruń.

## Życiorys
Córka Ignacego Sinorackiego i Heleny - rodziny związanej z Podgórzem od ponad 140 lat. Ojciec był z zawodu listonoszem.
Od dziecka była niezwykle żywiołowa, czym zresztą różniła się od reszty rodzeństwa. Grała z kolegami w piłkę, latała po płotach i drzewach.
W 1937 ukończyła szkołę podstawową i rozpoczęła pracę jako ekspedientka w toruńskiej dyrekcji Kolei Państwowych, gdzie sprzedawała pączki.
W latach 1950–1952 pełniła funkcję referenta w Toruńskiej Fabryce Wodomierzy, a następnie, do 1957 pracowała w Toruńskich Zakładach Przemysłu Odzieżowego w dziale oceny jakości produkcji.
Zmarła na nowotwór w 1975 (w wieku 52 lat), została pochowana na nowym cmentarzu na Podgórzu w Toruniu.

### Kariera sportowa
W wieku 14 lat wstąpiła do Towarzystwa Gimnastycznego "Sokół", rok później rozpoczęła treningi lekkoatletyczne w Pomorzaninie Toruń.
Po wojnie wróciła do sportu i została dwukrotnie mistrzynią Polski w rzucie oszczepem (1947 i 1948). Dodatkowo w 1948 zdobyła także złoto halowych mistrzostw kraju w pchnięciu kulą.
Reprezentowała Polskę podczas Igrzysk Olimpijskich 1948 w Londynie – w konkursie rzutu oszczepem, z wynikiem 35,74 m, zajęła 11. miejsce. W latach 1947–1949 trzykrotnie reprezentowała Polskę w meczach międzypaństwowych odnosząc jedno zwycięstwo indywidualne.
Grała również w siatkówkę, 14 lutego 1948 wystąpiła w historycznym, pierwszym meczu reprezentacji Polski w siatkówce z reprezentacją Czechosłowacji.

### Rekordy życiowe
- Rzut oszczepem – 39,85 m (15 października 1948, Warszawa)
- Pchnięcie kulą – 10,69 m (10 lipca 1949, Kraków)

### Upamiętnienie
Jej imieniem nazwana została uliczka na toruńskim osiedlu Podgórz.